# Campionat d'Europa de bàsquet masculí de 2013

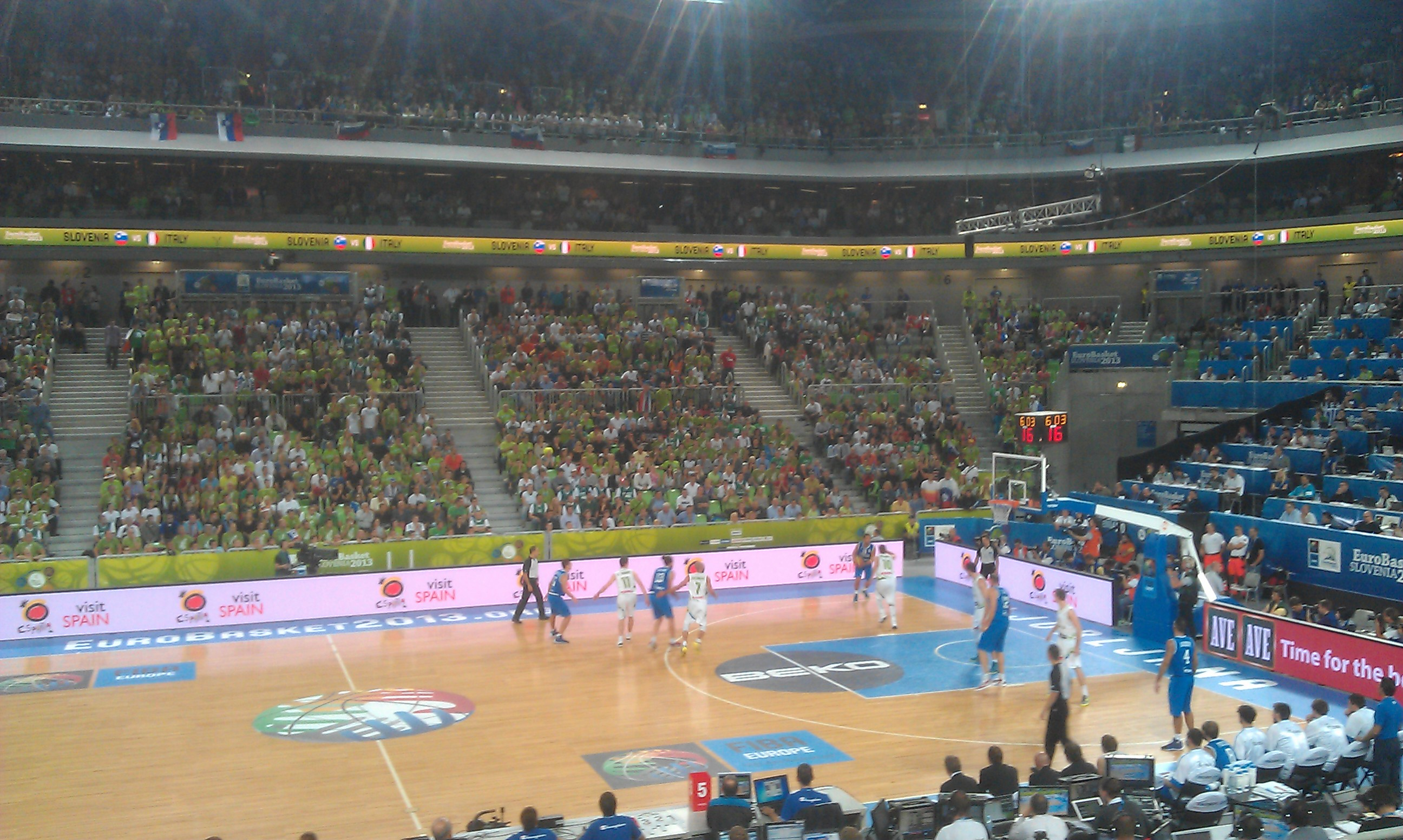
Imatge de la competició.

El XXXVIII Campionat Europeu de bàsquet masculí se celebrà a Eslovènia entre el 4 de setembre i el 22 de setembre del 2013 sota la denominació Eurobasket 2013 i sota l'organització de Confederació Europea de Bàsqutebol i la Federació Eslovena de Bàsquetbol. Aquest torneig va atorgar sis places pel Campionat del Món de bàsquet del 2014, que es va celebrar a Espanya
Un total de 24 països europeus varen competir pel títol de campió europeu. Espanya era el vigent campió i defensor del títol.

## Països classificats
Hi havia tres vies per a classificar-se per al torneig: organitzant el torneig, participant en els Jocs Olímpics o superant les rondes de classificació.

### Amfitrió
Eslovènia era el país amfitrió d'aquest torneig i es va classificar automàticament el 5 de desembre del 2010 en qualitat d'organitzador gràcies a la seva candidatura guanyadora.

### Jocs Olímpics
Tres països (Gran Bretanya, Espanya i França) aconseguiren la participació en el torneig després de classificar-se directament als Jocs Olímpics d'Estiu de 2012 i uns altres quatre països (Rússia, Lituània, Grècia i Macedònia) la van aconseguir després de classificar-se pels Jocs Olímpics d'Estiu de 2012 mitjançant el Campionat Preolímpic de Caracas 2012.

### Fase de classificació
Els següents setze països varen aconseguir la participació en el torneig gràcies a les rondes de classificació:
- Bèlgica
- Bòsnia i Hercegovina
- Croàcia
- Txèquia
- Finlàndia
- Geòrgia
- Alemanya
- Itàlia
- Israel
- Letònia
- Montenegro
- Polònia
- Sèrbia
- Suècia
- Turquia
- Ucraïna

## Seus
| Grup              | Ciutat    | Instal·lació     | Capacitat |
| ----------------- | --------- | ---------------- | --------- |
| A                 | Ljubljana | Hala Tivoli      | 5.600     |
| B                 | Jesenice  | Arena Podmežakla | 5.500     |
| C                 | Celje     | Arena de Celje   | 5.200     |
| D                 | Koper     | Arena Bonifika   | 5.000     |
| E, F i fase final | Ljubljana | Arena Stožice    | 12.500    |

## Grups
| Grup A     | Grup B               | Grup C    | Grup D    |
| ---------- | -------------------- | --------- | --------- |
| Ucraïna    | Bòsnia i Hercegovina | Polònia   | Finlàndia |
| Regne Unit | Lituània             | Eslovènia | Grècia    |
| França     | Macedònia del Nord   | Espanya   | Rússia    |
| Alemanya   | Montenegro           | Croàcia   | Itàlia    |
| Israel     | Sèrbia               | Txèquia   | Suècia    |
| Bèlgica    | Letònia              | Geòrgia   | Turquia   |

## Format de la competició
El campionat va constar de tres fases: dues fases classificatòries per grups i una última d'eliminació directa a partir de quarts de final.
- A la primera fase de grups les 24 selecciones es dividiren en 4 grups de 6 selecciones cadascun, amb un sistema de tots contra tot a una sola volta (cada participant va disputar 5 partits). Es classificaren les 3 primeres seleccions de cada grup.
- A la segona fase es crearen dos nous grups: el grup E (on els 3 equips classificats del grup A es troben amb els 3 classificats del grup B) i el grup F (on succeeix el mateix amb els equips classificats dels grups C i D). Els equips jugaran 3 partits: un contra cada rival provinent d'un altre grup de la fase prèvia. En aquesta fase no només es comptabilitzen els partits entre els equips d'aquests nous grups, sinó que també s'arrosseguen els enfrontaments directes entre equips que compartien grup també a la primera fase. Es classifiquen els 4 primers classificats de cada grup, formant-se els quarts de final i començant les eliminatòries pel títol.
- Finalment, a la tercera fase els 8 equips classificats s'enfrontaran a un sol partit (quedant eliminat el perdedor) per decidir el guanyador del títol.

### Desempats
En el moment d'acabar les fases classificatòries, el criteri emprat per decidir la classificació de dos equips empatats a punts fou la següent:
1- Consulta del basket-average particular: els resultats dels enfrontaments directes entre les seleccions empatades (victòries per a cadascun dels equips empatats)
2- Consulta del basket-average general particular: la diferència entre els punts aconseguits i rebuts en aquests partits
3- Consulta del basket-average general: la diferència entre els punts aconseguits i rebuts en tots els partits disputats en aquell grup. Si això succeís a la segona fase també estarien inclosos els partits de la primera fase.
4- Major nombre de punts aconseguits.

## Primera fase[1]

### Grup A
| Equip      | J | G | P | T+  | T-  | DT  | PTS |
| ---------- | - | - | - | --- | --- | --- | --- |
| França     | 5 | 4 | 1 | 403 | 344 | +59 | 9   |
| Ucraïna    | 5 | 4 | 1 | 378 | 352 | +26 | 9   |
| Bèlgica    | 5 | 2 | 3 | 344 | 371 | -27 | 7   |
| Regne Unit | 5 | 2 | 3 | 360 | 396 | -36 | 7   |
| Alemanya   | 5 | 2 | 3 | 390 | 396 | -6  | 7   |
| Israel     | 5 | 1 | 4 | 364 | 380 | -16 | 6   |

| Data       | Partit¹    | Partit¹ | Partit¹    | Resultat |
| ---------- | ---------- | ------- | ---------- | -------- |
| 04.09.2013 | Israel     | -       | Regne Unit | 71-75    |
| 04.09.2013 | Bèlgica    | -       | Ucraïna    | 57-58    |
| 04.09.2013 | França     | -       | Alemanya   | 74-80    |
| 05.09.2013 | Ucraïna    | -       | Israel     | 74-67    |
| 05.09.2013 | Alemanya   | -       | Bèlgica    | 73-77    |
| 05.09.2013 | Regne Unit | -       | França     | 65-88    |
| 06.09.2013 | Alemanya   | -       | Ucraïna    | 83-88    |
| 06.09.2013 | Bèlgica    | -       | Regne Unit | 76-71    |
| 06.09.2013 | França     | -       | Israel     | 82-63    |
| 08.09.2013 | Regne Unit | -       | Alemanya   | 81-74    |
| 08.09.2013 | Ucraïna    | -       | França     | 71-77    |
| 08.09.2013 | Israel     | -       | Bèlgica    | 87-69    |
| 09.09.2013 | Regne Unit | -       | Ucraïna    | 68-87    |
| 09.09.2013 | Alemanya   | -       | Israel     | 80-76    |
| 09.09.2013 | Bèlgica    | -       | França     | 65-82    |

- (¹) -  Tots a Ljubljana

### Grup B
| Equip                | J | G | P | T+  | T-  | DT  | PTS |
| -------------------- | - | - | - | --- | --- | --- | --- |
| Sèrbia               | 5 | 3 | 2 | 371 | 366 | +5  | 8   |
| Letònia              | 5 | 3 | 2 | 365 | 360 | +5  | 8   |
| Lituània             | 5 | 3 | 2 | 347 | 337 | +10 | 8   |
| Bòsnia i Hercegovina | 5 | 3 | 2 | 358 | 359 | -1  | 8   |
| Montenegro           | 5 | 2 | 3 | 373 | 382 | -9  | 7   |
| Israel               | 5 | 1 | 4 | 356 | 370 | -14 | 6   |

| Data       | Partit¹              | Partit¹ | Partit¹              | Resultat |
| ---------- | -------------------- | ------- | -------------------- | -------- |
| 04.09.2013 | Letònia              | -       | Bòsnia i Hercegovina | 86-75    |
| 04.09.2013 | Macedònia del Nord   | -       | Montenegro           | 80-81    |
| 04.09.2013 | Sèrbia               | -       | Lituània             | 63-56    |
| 05.09.2013 | Montenegro           | -       | Letònia              | 72-73    |
| 05.09.2013 | Bòsnia i Hercegovina | -       | Sèrbia               | 67-77    |
| 05.09.2013 | Lituània             | -       | Macedònia del Nord   | 75-67    |
| 06.09.2013 | Montenegro           | -       | Bòsnia i Hercegovina | 70-76    |
| 06.09.2013 | Letònia              | -       | Lituània             | 59-67    |
| 06.09.2013 | Macedònia del Nord   | -       | Sèrbia               | 89-75    |
| 08.09.2013 | Bòsnia i Hercegovina | -       | Macedònia del Nord   | 62-54    |
| 08.09.2013 | Sèrbia               | -       | Letònia              | 80-71    |
| 08.09.2013 | Lituània             | -       | Montenegro           | 77-70    |
| 09.09.2013 | Letònia              | -       | Macedònia del Nord   | 76-66    |
| 09.09.2013 | Lituània             | -       | Bòsnia i Hercegovina | 72-78    |
| 09.09.2013 | Montenegro           | -       | Sèrbia               | 83-76    |

- (¹) -  Tots a Jesenice

### Grup C
| Equip     | J | G | P | T+  | T-  | DT   | PTS |
| --------- | - | - | - | --- | --- | ---- | --- |
| Espanya   | 5 | 4 | 1 | 369 | 269 | +100 | 9   |
| Croàcia   | 5 | 4 | 1 | 337 | 341 | -4   | 9   |
| Eslovènia | 5 | 3 | 2 | 347 | 344 | +3   | 8   |
| Txèquia   | 5 | 2 | 3 | 316 | 339 | -23  | 7   |
| Geòrgia   | 5 | 1 | 4 | 366 | 394 | -28  | 6   |
| Polònia   | 5 | 1 | 4 | 329 | 377 | -48  | 6   |

| Data       | Partit¹   | Partit¹ | Partit¹   | Resultat |
| ---------- | --------- | ------- | --------- | -------- |
| 04.09.2013 | Geòrgia   | -       | Polònia   | 84–67    |
| 04.09.2013 | Espanya   | -       | Croàcia   | 68–40    |
| 04.09.2013 | Txèquia   | -       | Eslovènia | 60–62    |
| 05.09.2013 | Croàcia   | -       | Geòrgia   | 77–76    |
| 05.09.2013 | Polònia   | -       | Txèquia   | 68–69    |
| 05.09.2013 | Eslovènia | -       | Espanya   | 78-69    |
| 07.09.2013 | Espanya   | -       | Txèquia   | 60–39    |
| 07.09.2013 | Croàcia   | -       | Polònia   | 74–70    |
| 07.09.2013 | Geòrgia   | -       | Eslovènia | 68–72    |
| 08.09.2013 | Polònia   | -       | Espanya   | 68–72    |
| 08.09.2013 | Txèquia   | -       | Geòrgia   | 95–79    |
| 08.09.2013 | Eslovènia | -       | Croàcia   | 74–76    |
| 09.09.2013 | Geòrgia   | -       | Espanya   | 59–83    |
| 09.09.2013 | Croàcia   | -       | Txèquia   | 70-53    |
| 09.09.2013 | Eslovènia | -       | Polònia   | 61-71    |

- (¹) -  Tots a Celje

### Grup D
| Equip     | J | G | P | T+  | T-  | DT  | PTS |
| --------- | - | - | - | --- | --- | --- | --- |
| Itàlia    | 5 | 5 | 0 | 391 | 339 | +52 | 10  |
| Finlàndia | 5 | 4 | 1 | 358 | 337 | +21 | 9   |
| Grècia    | 5 | 3 | 2 | 392 | 350 | +42 | 8   |
| Rússia    | 5 | 1 | 4 | 374 | 400 | -26 | 6   |
| Turquia   | 5 | 1 | 4 | 355 | 398 | -33 | 6   |
| Suècia    | 5 | 1 | 4 | 345 | 391 | -46 | 6   |

| Data       | Partit¹   | Partit¹ | Partit¹   | Resultat |
| ---------- | --------- | ------- | --------- | -------- |
| 04.09.2013 | Turquia   | -       | Finlàndia | 55–61    |
| 04.09.2013 | Suècia    | -       | Grècia    | 51–79    |
| 04.09.2013 | Rússia    | -       | Itàlia    | 69–76    |
| 05.09.2013 | Finlàndia | -       | Suècia    | 81–60    |
| 05.09.2013 | Itàlia    | -       | Turquia   | 90–75    |
| 05.09.2013 | Grècia    | -       | Rússia    | 80–71    |
| 07.09.2013 | Rússia    | -       | Suècia    | 62–81    |
| 07.09.2013 | Itàlia    | -       | Finlàndia | 62–44    |
| 07.09.2013 | Turquia   | -       | Grècia    | 61-84    |
| 08.09.2013 | Finlàndia | -       | Rússia    | 86–83    |
| 08.09.2013 | Grècia    | -       | Itàlia    | 72–81    |
| 08.09.2013 | Suècia    | -       | Turquia   | 74–87    |
| 09.09.2013 | Grècia    | -       | Finlàndia | 77-86    |
| 09.09.2013 | Itàlia    | -       | Suècia    | 82-79    |
| 09.09.2013 | Turquia   | -       | Rússia    | 77-89    |

- (¹) -  Tots a Koper

## Segona fase

### Grup E
| Equip    | J | G | P | T+  | T-  | DT  | PTS |
| -------- | - | - | - | --- | --- | --- | --- |
| Sèrbia   | 5 | 4 | 1 | 371 | 343 | +28 | 9   |
| Lituània | 5 | 4 | 1 | 355 | 314 | +41 | 9   |
| França   | 5 | 3 | 2 | 388 | 380 | +8  | 8   |
| Ucraïna  | 5 | 2 | 3 | 325 | 364 | -39 | 7   |
| Bèlgica  | 5 | 1 | 4 | 318 | 358 | -40 | 6   |
| Letònia  | 5 | 1 | 4 | 362 | 360 | +2  | 6   |

| Data       | Partit¹  | Partit¹ | Partit¹  | Resultat |
| ---------- | -------- | ------- | -------- | -------- |
| 11.09.2013 | Letònia  | -       | Ucraïna  | 85-51    |
| 11.09.2013 | Bèlgica  | -       | Sèrbia   | 69-76    |
| 11.09.2013 | Lituània | -       | França   | 76-62    |
| 13.09.2013 | Lituània | -       | Bèlgica  | 86-67    |
| 13.09.2013 | Ucraïna  | -       | Sèrbia   | 82-75    |
| 13.09.2013 | França   | -       | Letònia  | 102-91   |
| 15.09.2013 | Letònia  | -       | Bèlgica  | 56-60    |
| 15.09.2013 | Ucraïna  | -       | Lituània | 63-70    |
| 15.09.2013 | Sèrbia   | -       | França   | 77-65    |

- (¹) -  Tots a Ljubljana

### Grup F
| Equip     | J | G | P | T+  | T-  | DT  | PTS |
| --------- | - | - | - | --- | --- | --- | --- |
| Croàcia   | 5 | 4 | 1 | 372 | 361 | +11 | 9   |
| Eslovènia | 5 | 3 | 2 | 309 | 287 | +22 | 8   |
| Itàlia    | 5 | 3 | 2 | 374 | 357 | +17 | 8   |
| Espanya   | 5 | 2 | 3 | 375 | 339 | +36 | 7   |
| Finlàndia | 5 | 1 | 4 | 341 | 385 | -44 | 6   |
| Grècia    | 5 | 1 | 4 | 381 | 407 | -46 | 6   |

| Data       | Partit¹   | Partit¹ | Partit¹   | Resultat |
| ---------- | --------- | ------- | --------- | -------- |
| 12.09.2013 | Finlàndia | -       | Croàcia   | 63-88    |
| 12.09.2013 | Grècia    | -       | Espanya   | 79-75    |
| 12.09.2013 | Eslovènia | -       | Itàlia    | 84-77    |
| 14.09.2013 | Croàcia   | -       | Itàlia    | 76-68    |
| 14.09.2013 | Espanya   | -       | Finlàndia | 82-56    |
| 14.09.2013 | Grècia    | -       | Eslovènia | 65-73    |
| 16.09.2013 | Croàcia   | -       | Grècia    | 92-88    |
| 16.09.2013 | Itàlia    | -       | Espanya   | 86-81    |
| 16.09.2013 | Finlàndia | -       | Eslovènia | 92-76    |

- (¹) -  Tots a Ljubljana

## Fase final
Tota la fase final es va disputar a Ljubljana

### Eliminatòries pel títol
|  | Quarts de final | Quarts de final |                |         | Semifinals  | Semifinals  |  |  | Final          | Final |
|  |                 |                 |                |         |             |             |  |  |                |       |
|  | 18 de setembre  |                 |                |         |             |             |  |  |                |       |
|  |                 |                 |                |         |             |             |  |  |                |       |
|  | Sèrbia          | 60              |                |         |             |             |  |  |                |       |
|  | Sèrbia          | 60              | 20 de setembre |         |             |             |  |  |                |       |
|  | Espanya         | 90              |                |         |             |             |  |  |                |       |
|  | Espanya         | 90              | Espanya        | 72      |             |             |  |  |                |       |
|  | 18 de setembre  |                 | Espanya        | 72      |             |             |  |  |                |       |
|  |                 | França          | 75             |         |             |             |  |  |                |       |
|  | Eslovènia       | França          | 75             | 62      |             |             |  |  |                |       |
|  | Eslovènia       |                 | 22 de setembre | 62      |             |             |  |  |                |       |
|  | França          | 72              |                |         |             |             |  |  |                |       |
|  | França          | 72              | França         | 80      |             |             |  |  |                |       |
|  | 19 de setembre  |                 | França         | 80      |             |             |  |  |                |       |
|  |                 | Lituània        | 66             |         |             |             |  |  |                |       |
|  | Croàcia         | Lituània        | 66             | 84      |             |             |  |  |                |       |
|  | Croàcia         | 20 de setembre  |                | 84      |             |             |  |  |                |       |
|  | Ucraïna         | 72              |                |         |             |             |  |  |                |       |
|  | Ucraïna         | 72              | Croàcia        | 62      | Tercer lloc | Tercer lloc |  |  |                |       |
|  | 19 de setembre  |                 | Croàcia        | 62      | Tercer lloc | Tercer lloc |  |  |                |       |
|  |                 | Lituània        | 77             |         |             |             |  |  |                |       |
|  | Lituània        | Lituània        | 77             | 81      | Espanya     | 92          |  |  |                |       |
|  | Lituània        |                 |                | 81      | Espanya     | 92          |  |  |                |       |
|  | Itàlia          | 77              |                | Croàcia | 66          |             |  |  |                |       |
|  | Itàlia          | 77              |                |         | 66          |             |  |  |                |       |
|  |                 |                 |                |         |             |             |  |  | 22 de setembre |       |
|  |                 |                 |                |         |             |             |  |  |                |       |

### Eliminatòries classificatòries

#### Partits de classificació pel 5è i 7è lloc
| Data       | Partit  | Partit | Partit    | Resultat |
| ---------- | ------- | ------ | --------- | -------- |
| 19.09.2013 | Sèrbia  | -      | Eslovènia | 74-92    |
| 20.09.2013 | Ucraïna | -      | Itàlia    | 66-58    |

#### 7è i 8è lloc
| Data       | Partit | Partit | Partit | Resultat |
| ---------- | ------ | ------ | ------ | -------- |
| 21.09.2013 | Sèrbia | -      | Itàlia | 76-64    |

#### 5è i 6è lloc
| Data       | Partit    | Partit | Partit  | Resultat |
| ---------- | --------- | ------ | ------- | -------- |
| 21.09.2013 | Eslovènia | -      | Ucraïna | 69-63    |

## Classificació final
| 1. - França                |
| 2. - Lituània              |
| 3. - Espanya               |
| 4. - Croàcia               |
| 5. - Eslovènia             |
| 6. - Ucraïna               |
| 7. - Sèrbia                |
| 8. - Itàlia                |
| 9. - Letònia               |
| 10. - Grècia               |
| 11. - Bèlgica              |
| 12. - Finlàndia            |
| 13. - Bòsnia i Hercegovina |
| 14. - Alemanya             |
| 15. - Montenegro           |
| 16. - Txèquia              |
| 17. - Regne Unit           |
| 18. - Macedònia del Nord   |
| 19. - Israel               |
| 20. - Rússia               |
| 21. - Geòrgia              |
| 22. - Turquia              |
| 23. - Suècia               |
| 24. - Polònia              |

- Els 6 primers classificats obtingueren les places europees directes pel Campionat del Món de bàsquet del 2014. Pel fet d'ésser Espanya el país amfitrió i obtenir plaça directa per aquest motiu, la seva plaça directa és entregada al 7è classificat.

## Guardons individuals

### Jugador més valorat
| MVP                |
| França Tony Parker |

### Màxims anotadors
|   | Jugador                  | Punts | Partits | Punts per partit |
| - | ------------------------ | ----- | ------- | ---------------- |
| 1 | França Tony Parker       | 209   | 11      | 19,0             |
| 2 | Croàcia Bojan Bogdanovic | 191   | 11      | 17,4             |
| 3 | Grècia Vasílios Spanulis | 100   | 6       | 16,7             |
| 4 | Eslovènia Goran Dragic   | 174   | 11      | 15,8             |
| 5 | Sèrbia Nenad Krstic      | 154   | 10      | 15,4             |

## Jugadors de les 4 primeres seleccions
- Medalla d'or: França:[9]

Joffrey Lauvergne, Nicolas Batum, Antoine Diot, Johan Petro, Charles Lombahe-Kahudi, Tony Parker, Thomas Heurtel, Florent Piétrus, Nando de Colo, Boris Diaw, Alexis Ajinça, Mickaël Gelabale. Entrenador: Vincent Collet.
- Medalla d'argent: Lituània:[10]

Donatas Motiejūnas, Mantas Kalnietis, Mindaugas Kuzminskas, Darjuš Lavrinovič, Jonas Mačiulis, Tomas Delininkaitis, Renaldas Seibutis, Linas Kleiza, Kšyštof Lavrinovič, Martynas Pocius, Jonas Valančiūnas, Robertas Javtokas. Entrenador: Jonas Kazlauskas.
- Medalla de bronze: Espanya:[11]

Pablo Aguilar, Rudy Fernández, Sergio Rodríguez, Xavi Rey, José Manuel Calderón, Ricky Rubio, Víctor Claver, Fernando San Emeterio, Sergio Llull, Marc Gasol, Germán Gabriel, Álex Mumbrú. Entrenador: Juan Antonio Orenga.
- Quart lloc: Croàcia:[12]

Ante Tomić, Lukša Andrić, Dontaye Draper, Bojan Bogdanović, Dario Šarić, Damjan Rudež, Roko Ukić, Krunoslav Simon, Damir Markota, Mario Delaš, Luka Žorić, Ante Delaš. Entrenador: Jasmin Repeša.